# Scott Parse
Scott Parse (né le 5 septembre 1984 dans la ville de Kalamazoo (Michigan) aux États-Unis) est un joueur américain de hockey sur glace.

## Carrière de joueur
Après quatre saisons passées avec les Mavericks de l'Université du Nebraska-Omaha, il devint professionnel en se joignant aux Griffins de Grand Rapids pour y terminer la saison 2006-2007. La saison suivante, il joua pour les Monarchs de Manchester club-école des Kings de Los Angeles. Les Kings l'avait sélectionné lors du repêchage de la Ligue nationale de hockey en 2004. Il fit ses premiers pas dans la LNH lors de la saison 2009-2010.

## Statistiques
Pour les significations des abréviations, voir Statistiques du hockey sur glace.
| Saison     | Équipe                      | Ligue      |    | Saison régulière | Saison régulière | Saison régulière | Saison régulière | Saison régulière |   | Séries éliminatoires | Séries éliminatoires | Séries éliminatoires | Séries éliminatoires | Séries éliminatoires |
| Saison     | Équipe                      | Ligue      | PJ | B                | A                | Pts              | Pun              | PJ               | B | A                    | Pts                  | Pun                  |                      |                      |
| 2002-2003  | Storm de Tri-City           | USHL       | 48 | 21               | 23               | 44               | 32               | 3                | 2 | 1                    | 3                    | 8                    |                      |                      |
| 2003-2004  | Mavericks de Nebraska-Omaha | NCAA       | 39 | 16               | 19               | 35               | 52               | -                | - | -                    | -                    | -                    |                      |                      |
| 2004-2005  | Mavericks de Nebraska-Omaha | NCAA       | 39 | 19               | 30               | 49               | 32               | -                | - | -                    | -                    | -                    |                      |                      |
| 2005-2006  | Mavericks de Nebraska-Omaha | NCAA       | 41 | 20               | 41               | 61               | 40               | -                | - | -                    | -                    | -                    |                      |                      |
| 2006-2007  | Mavericks de Nebraska-Omaha | NCAA       | 40 | 24               | 28               | 52               | 36               | -                | - | -                    | -                    | -                    |                      |                      |
| 2006-2007  | Griffins de Grand Rapids    | LAH        | 10 | 2                | 5                | 7                | 6                | 7                | 1 | 0                    | 1                    | 8                    |                      |                      |
| 2007-2008  | Royals de Reading           | ECHL       | 18 | 5                | 11               | 16               | 14               | -                | - | -                    | -                    | -                    |                      |                      |
| 2007-2008  | Monarchs de Manchester      | LAH        | 14 | 0                | 3                | 3                | 4                | -                | - | -                    | -                    | -                    |                      |                      |
| 2008-2009  | Monarchs de Manchester      | LAH        | 74 | 15               | 24               | 39               | 38               | -                | - | -                    | -                    | -                    |                      |                      |
| 2009-2010  | Monarchs de Manchester      | LAH        | 14 | 4                | 11               | 15               | 21               | -                | - | -                    | -                    | -                    |                      |                      |
| 2009-2010  | Kings de Los Angeles        | LNH        | 59 | 11               | 13               | 24               | 22               | 4                | 0 | 0                    | 0                    | 0                    |                      |                      |
| 2010-2011  | Kings de Los Angeles        | LNH        | 5  | 1                | 3                | 4                | 0                | 2                | 0 | 0                    | 0                    | 0                    |                      |                      |
| 2011-2012  | Kings de Los Angeles        | LNH        | 9  | 2                | 0                | 2                | 14               | -                | - | -                    | -                    | -                    |                      |                      |
| 2012-2013  | Devils d'Albany             | LAH        | 15 | 1                | 3                | 4                | 8                | -                | - | -                    | -                    | -                    |                      |                      |
| Totaux LNH | Totaux LNH                  | Totaux LNH | 73 | 14               | 16               | 30               | 36               | 6                | 0 | 0                    | 0                    | 0                    |                      |                      |

## Trophées et honneurs personnels
- 2005 : nommé dans la 2e équipe d'étoiles de la Central Collegiate Hockey Association